# 하치코 버스

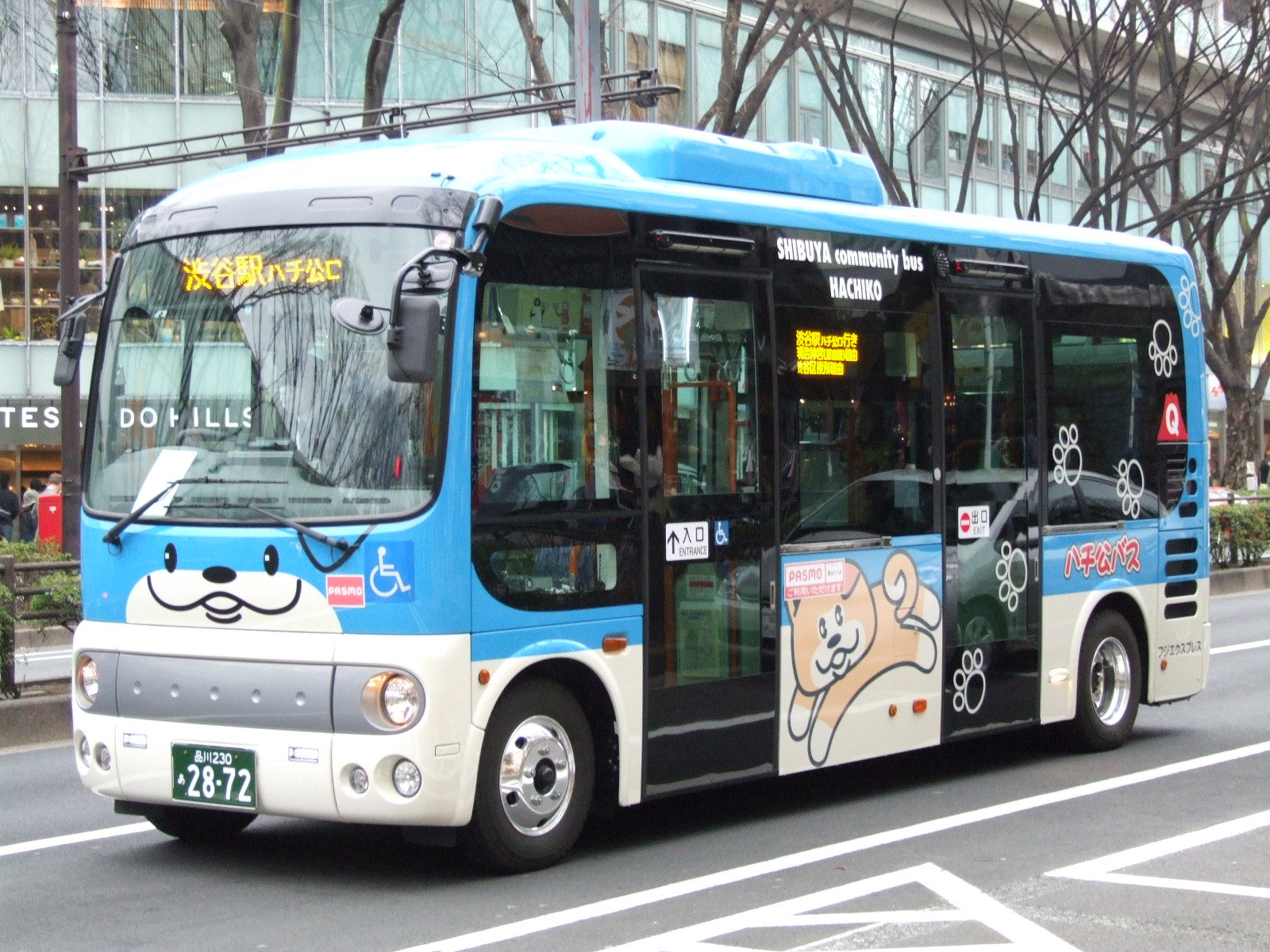
하치코 버스

하치코 버스(일본어: ハチ公バス)는 일본 시부야 구청에서 구민들을 위해 시부야구 내의 주요 시설을 부담 없이 이용할 수 있도록 운영하는 일종의 마을 버스이다. 구민들을 위한 버스지만 이용 대상에는 제약이 없고 가격은 모든 사람에게 100엔으로 균일 요금제로 운영한다. 시부야역을 중심으로 하라주쿠, 에비스, 다이칸야마 등 시부야 주변의 관광지를 연결한다. 처음에는 유야케코야케 루트로 한 노선이었지만 2개의 노선을 더 증설하였다.

## 노선
- 유야케코야케 루트 (夕やけこやけルート)

시부야~에비스~다이칸야마
- 하루노오가와 루트 (春の小川ルート)

시부야~하라주쿠
- 진구노모리 루트 (神宮の杜(もり)ルート)

시부야~하라주쿠~오모테산도~아오야마
- 丘を越えてルート